# Prunay-Belleville
Prunay-Belleville ist eine französische Gemeinde mit 222 Einwohnern (Stand 1. Januar 2022) im Département Aube in der Region Grand Est (vor 2016 Champagne-Ardenne). Sie gehört zum Arrondissement Nogent-sur-Seine und zum Kanton Saint-Lyé. Zudem ist die Gemeinde Teil des 2003 gegründeten Gemeindeverbands L’Orvin et de l’Ardusson.

## Geographie
Prunay-Belleville liegt etwa 23 Kilometer westnordwestlich von Troyes.
Nachbargemeinden sind Saint-Flavy im Norden, Échemines im Nordosten und Osten, Dierrey-Saint-Pierre im Südosten und Süden, Faux-Villecerf im Süden und Südwesten, Saint-Lupien im Westen sowie Marigny-le-Châtel im Nordwesten.

## Bevölkerungsentwicklung
| Jahr                       | 1962 | 1968 | 1975 | 1982 | 1990 | 1999 | 2006 | 2011 | 2019 |
| Einwohner                  | 228  | 202  | 187  | 192  | 243  | 231  | 229  | 236  | 211  |
| Quellen: Cassini und INSEE |      |      |      |      |      |      |      |      |      |

## Sehenswürdigkeiten
- Kirche Saint-Germain in Prunay aus dem 12. Jahrhundert
- Kirche Sainte-Madeleine aus dem 12. Jahrhundert

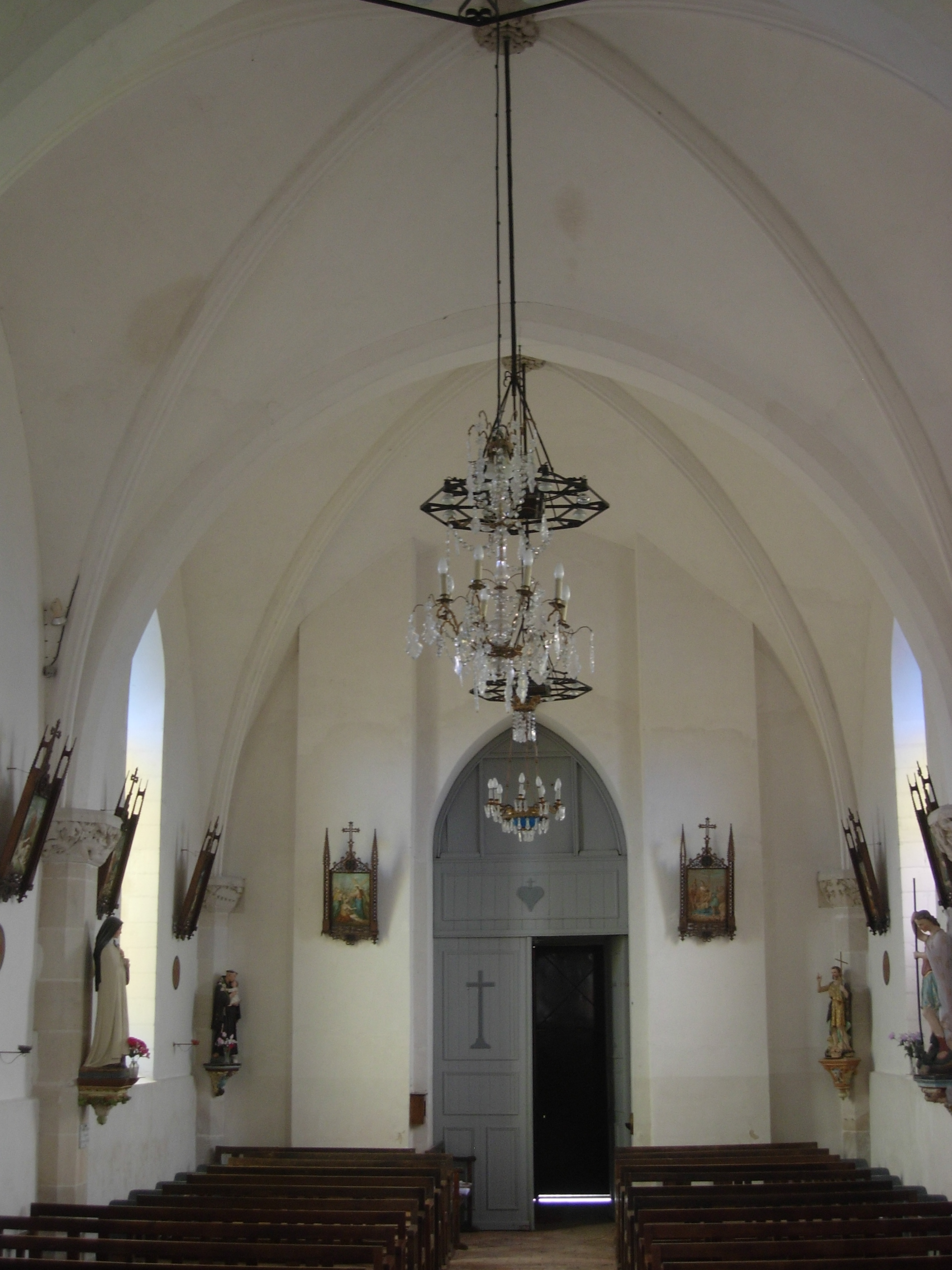
Innenansicht der Kirche Saint-Germain
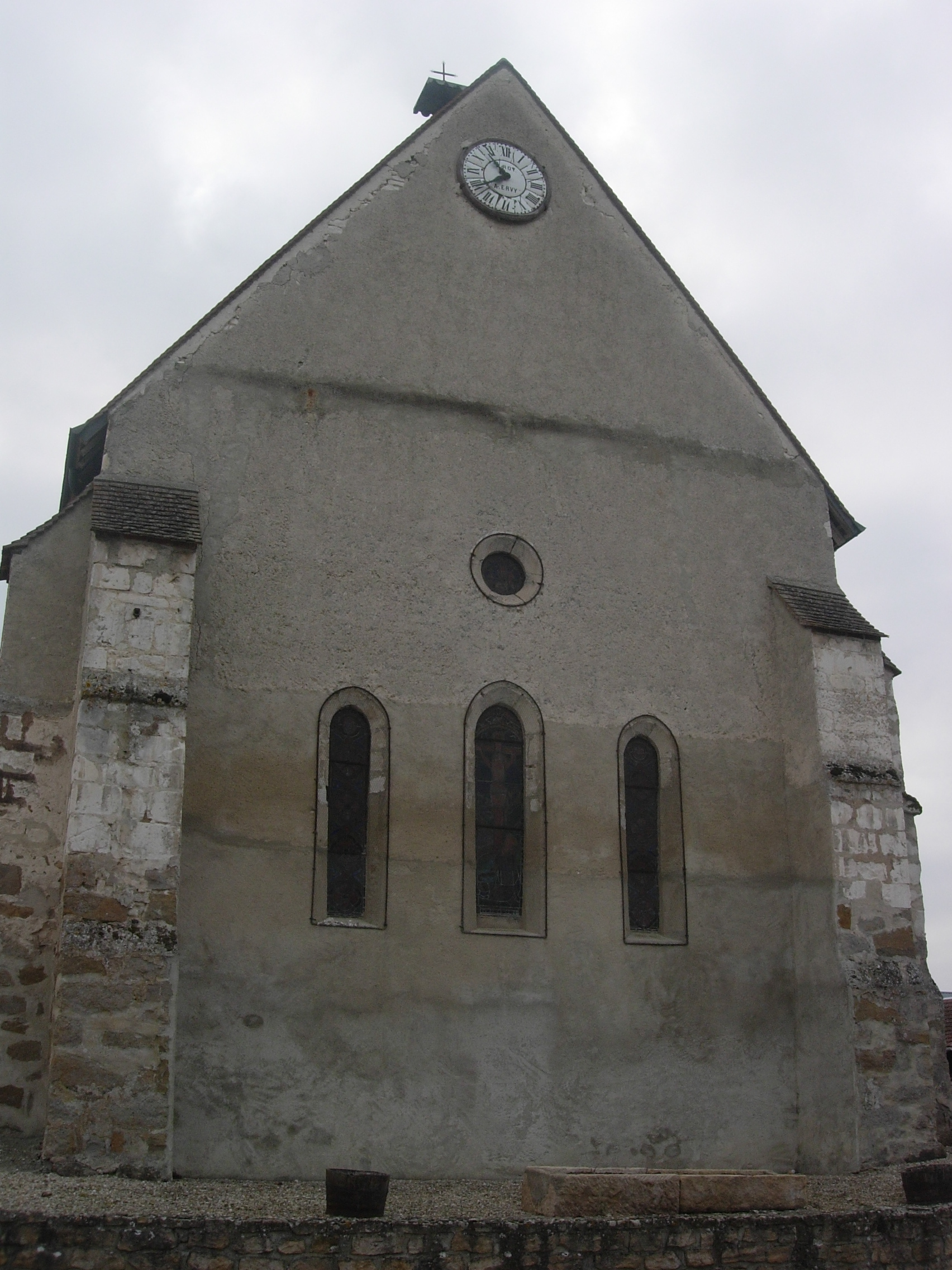
Kirche Sainte-Madeleine